# Osiedle urzędników ZUS w Poznaniu

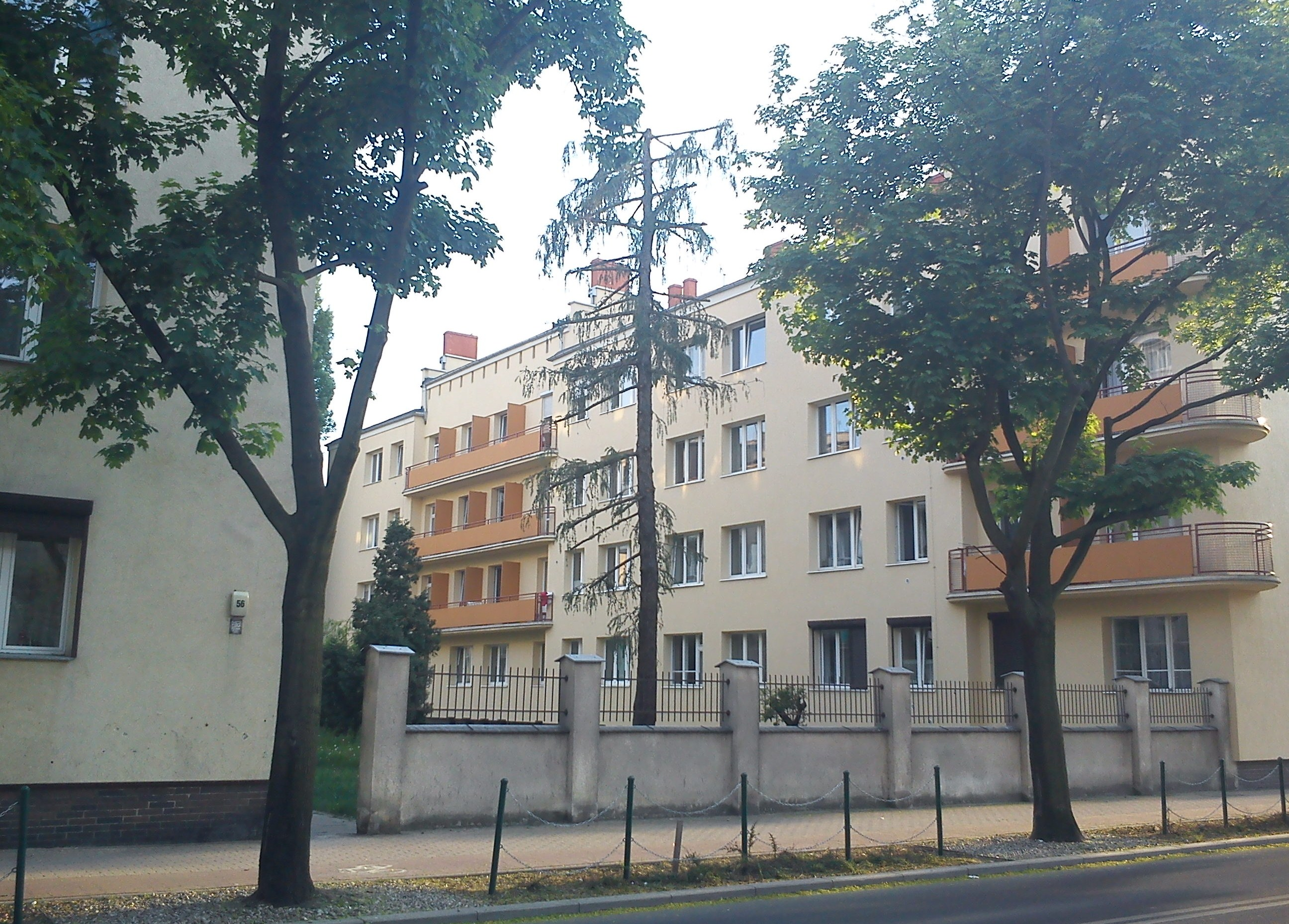
Widok na podwórze od ul. Szamarzewskiego

Osiedle urzędników ZUS w Poznaniu – modernistyczne, międzywojenne osiedle mieszkaniowe, przeznaczone dla niższego szczebla urzędników ZUS, zlokalizowane w Poznaniu, na granicy Jeżyc i Ogrodów, przy ul. Szamarzewskiego 56-60 (róg Przybyszewskiego).

## Historia
Osiedle realizowało postulaty wczesnomodernistycznej architektury, tj. typizację i funkcjonalność oddawanych obiektów, dobre doświetlenie (lokalizacja na osi północ-południe), zakładanie międzydomowych, zielonych przestrzeni rekreacyjnych oraz niskie koszty realizacji.
Zespół domów (trzy bloki) powstał w latach 1930–1931. Na każdej kondygnacji zlokalizowano cztery mieszkania (od 20 do 85 m²). Zaplanowano także niewielki udział powierzchni handlowych w parterach. Całość jest zachowana w dobrym stanie.
Osiedle stanowi poznański pierwowzór osiedla grodzonego. Oferta skierowana była do średniozamożnych rodzin o mniejszej liczbie dzieci i miała charakter wykraczający poza średnia dla tego czasu, m.in. każde mieszkanie posiadało własną ubikację, a dwupokojowe również kuchnię i łazienkę. Na strychach zaprojektowano pralnie wyposażone w wanny dla mieszkańców mniejszych lokali. Na zewnątrz wydzielono obszary z piaskownicami, zieleń i ławki dla lokatorów. Całość zamykano na noc. Porządku pilnowali dwaj stróże (dzienny i nocny). Za dnia bramy były otwarte, a nocą trzeba było budzić stróża. Zasady życia sąsiedzkiego regulowały ścisłe regulaminy. Formuła taka utrzymywała się jeszcze wiele lat po II wojnie światowej, z czasem jednak zlikwidowano część ogrodzeń i dwa prześwity (zamienione na mieszkania). W miejscu placu zabaw wzniesiono garaże. Jeszcze w latach 70. XX wieku funkcjonowała popołudniowa świetlica dla dzieci, pralnie i suszarnie strychowe oraz wspólny magiel.

## Dojazd
Dojazd zapewniają autobusy linii 169 i 193 oraz tramwaje linii 7 do przystanku Bukowska.